# Windermere, Cumbria
Windermere este un oraș în comitatul Cumbria, regiunea North West, Anglia. Orașul se află în districtul South Lakeland.